# معركة جوهر
معركة جوهر هي معركة في الحرب الصومالية عام 2006 بين اتحاد المحاكم الإسلامية ضد القوات الإثيوبية وقوات الحكومة الاتحادية الانتقالية للسيطرة على مدينة جوهر. بدأ القتال في 27 ديسمبر 2006 عندما أعادت قوات اتحاد المحاكم الإسلامية المنسحبة التجمع بالقرب من معقلهم في جوهر، وأصبحت المدينة آخر مدينة رئيسية ومعقل استراتيجي لاتحاد المحاكم الإسلامية وبعد سقوط مدينة جوهر بيومين، سقطت مقديشو.
أدى فقدان مدينة جوهر إلى تراجع اتحاد المحاكم الإسلامية إلى 30 كيلومترًا عن مقديشو.